# Supercopa Brasil de Basquete Masculino de 2013
A Supercopa Brasil de Basquete de 2013 foi um torneio de basquete masculino organizado pela Confederação Brasileira de Basketball, equivalente à segunda divisão do Campeonato Brasileiro (Novo Basquete Brasil).

## Formato e participantes
Os times foram divididos em torneios regionais onde disputam vaga para a próxima fase. Ao final da primeira etapa, 8 equipes ganham o direito de disputar a etapa nacional da competição a partir dos resultados das cinco competições regionais, que assim definirão os finalistas: Copa Brasil Sul (2), Copa Brasil Sudeste (3), Copa Brasil Nordeste (1), Copa Brasil Norte (1) e Copa Brasil Centro-Oeste (1). O campeão e o vice da Supercopa Brasil 2013 ganharão direito de pleitar uma vaga na edição 2013/14 do NBB, desde que atendam todos os requisitos exigidos pela LNB.
É o maior e mais democrático torneio de basquetebol disputado no Brasil, reuniu 40 equipes de 21 Unidades Federativas do país.
| - Rio Claro - XV de Piracicaba - Ginástico - Minas TC - Macaé - Fluminense - Campo Mourão - Caxias do Sul - Brusque - Clube Vizinhança |  | - Planalto Basquete/IESPLAN - AABB Jataí - APCEF - ABA - AA Universo - Rondonópolis/Casarin - Araputanga - São Camilo/Sinop - UCDB - Colégio Objetivo/TNT |  | - SESI/Faro - ADB - AREC - Vitória/Fac. 2 de Julho - UNIRB/Academia TBJ - Fase/Fac. Santa Emilia - Sport - Raptors - CEPE - AABB João Pessoa/Corpore |  | - Cabo Branco - São José - Meta Oratória - Ypiranga - Dom Bosco - Jovens Maranhenses - Pinguim/Stilo - Assembléia Paraense - Paysandu - Cajuína |

## Copas Regionais (Primeira fase)

### Copa Brasil Sudeste
Turno e returno
|   | Times            | Pts | J  | V | D | PF  | PS  | PA   |
| - | ---------------- | --- | -- | - | - | --- | --- | ---- |
| 1 | Macaé            | 18  | 10 | 8 | 2 | 795 | 710 | 1,11 |
| 2 | XV de Piracicaba | 17  | 10 | 7 | 3 | 827 | 760 | 1,08 |
| 3 | Rio Claro        | 17  | 10 | 7 | 3 | 818 | 798 | 1,02 |
| 4 | Fluminense       | 15  | 10 | 5 | 5 | 778 | 760 | 1,02 |
| 5 | Ginástico        | 12  | 10 | 2 | 8 | 752 | 784 | 0,95 |
| 6 | Minas TC         | 12  | 10 | 2 | 8 | 613 | 769 | 0,79 |

Pts - pontos ganhos; J – jogos disputados; V - vitórias; D - derrotas; PF - pontos feitos; PS - pontos sofridos; PA - pontos average.
Fase final
| 19 de março de 2013 | Fluminense 93-65 Macaé           |
| 19 de março de 2013 | Rio Claro 91-83 XV de Piracicaba |
| 21 de março de 2013 | Macaé 81-74 Fluminense           |
| 22 de março de 2013 | XV de Piracicaba 65-79 Rio Claro |
| 22 de março de 2013 | Macaé 87-106 Fluminense          |

| 25 de abril de 2013 | XV de Piracicaba 85-76 Macaé |
| 27 de abril de 2013 | Macaé 92-80 XV de Piracicaba |
| 28 de abril de 2013 | Macaé 80-55 XV de Piracicaba |

| 28 de abril de 2013 | Rio Claro 92-80 Fluminense |

Classificados à SUPERCOPA BRASIL (Segunda fase):
 Rio Claro,  Fluminense e  Macaé

### Copa Brasil Sul
Turno e returno
|   | Times           | Pts | J | V | D | PF  | PS  | PA   |
| - | --------------- | --- | - | - | - | --- | --- | ---- |
| 1 | Campo Mourão    | 10  | 6 | 4 | 2 | 473 | 449 | 1,05 |
| 2 | Caxias do Sul   | 9   | 6 | 3 | 3 | 445 | 436 | 1,02 |
| 3 | Brusque/UNIFEBE | 8   | 6 | 2 | 4 | 385 | 418 | 0,92 |

Pts - pontos ganhos; J – jogos disputados; V - vitórias; D - derrotas; PF - pontos feitos; PS - pontos sofridos; PA - pontos average.
Classificados à SUPERCOPA BRASIL (Segunda fase):
 Campo Mourão e  Caxias do Sul

### Copa Brasil Nordeste
Fase final
|   | Times                   | Pts | J | V | D | PF  | PS  | PA |
| - | ----------------------- | --- | - | - | - | --- | --- | -- |
| 1 | Sport Recife            | 6   | 3 | 3 | 0 | 247 | 151 | 0  |
| 2 | Vitória/Fac. 2 de Julho | 5   | 3 | 2 | 1 | 206 | 211 | 0  |
| 3 | Cabo Branco             | 4   | 3 | 1 | 2 | 185 | 243 | 0  |
| 4 | UNIRB/Academia TBJ      | 3   | 3 | 0 | 3 | 201 | 234 | 0  |

Pts - pontos ganhos; J – jogos disputados; V - vitórias; D - derrotas; PF - pontos feitos; PS - pontos sofridos; PA - pontos average.
Classificado à SUPERCOPA BRASIL (Segunda fase):
 Sport Recife

### Copa Brasil Centro-Oeste
Fase final
| 25 de abril de 2013 | Planalto Basquete/IESPLAN 75-61 AABB Jataí |
| 25 de abril de 2013 | AA Universo/Goiânia 87 - 51 ABA            |

| 26 de abril de 2013 | AABB Jataí 61-74 ABA |

| 26 de abril de 2013 | AA Universo/Goiânia 83-48 Planalto Basquete/IESPLAN |

Classificado à SUPERCOPA BRASIL (Segunda fase):
 AA Universo/Goiânia

### Copa Brasil Norte
Fase final
| 6 de abril de 2013 | Paysandu 89-76 Ypiranga           |
| 6 de abril de 2013 | Assembléia Paraense 86-34 Cajuína |

| 6 de abril de 2013 | Ypiranga 73-63 Cajuína |

| 6 de abril de 2013 | Paysandu 52-71 Assembléia Paraense |

Classificado à SUPERCOPA BRASIL (Segunda fase):
 Assembléia Paraense

## Supercopa Brasil (Segunda fase)
Participantes:
| - Rio Claro - Fluminense - Macaé - Sport Recife |  | - Caxias do Sul - Campo Mourão - AA Universo/Goiânia - Assembléia Paraense (desistiu) |

Sede: Macaé, Rio de Janeiro

### Grupo A
|   | Times        | Pts | J | V | D | PF  | PS  | PA     |
| - | ------------ | --- | - | - | - | --- | --- | ------ |
| 1 | Macaé        | 4   | 2 | 2 | 0 | 187 | 142 | 1,3169 |
| 2 | Fluminense   | 3   | 2 | 1 | 1 | 163 | 181 | 0,9006 |
| 3 | Campo Mourão | 2   | 2 | 0 | 2 | 152 | 179 | 0,8492 |

Pts - pontos ganhos; J – jogos disputados; V - vitórias; D - derrotas; PF - pontos feitos; PS - pontos sofridos; PA - pontos average.
| 8 de maio de 2013  | Macaé 90-68 Campo Mourão      |
| 9 de maio de 2013  | Fluminense 89-84 Campo Mourão |
| 10 de maio de 2013 | Macaé 97-74 Fluminense        |

### Grupo B
|   | Times               | Pts | J | V | D | PF  | PS  | PA     |
| - | ------------------- | --- | - | - | - | --- | --- | ------ |
| 1 | AA Universo/Goiânia | 6   | 3 | 3 | 0 | 273 | 234 | 1,1667 |
| 2 | Rio Claro           | 5   | 3 | 2 | 1 | 258 | 235 | 1,0979 |
| 3 | Sport Recife        | 4   | 3 | 1 | 2 | 248 | 284 | 0,8732 |
| 4 | Caxias do Sul       | 3   | 3 | 0 | 3 | 228 | 254 | 0,8976 |

Pts - pontos ganhos; J – jogos disputados; V - vitórias; D - derrotas; PF - pontos feitos; PS - pontos sofridos; PA - pontos average.
| 8 de maio de 2013  | AA Universo/Goiânia 86-81 Caxias do Sul |
| 8 de maio de 2013  | Rio Claro 103-82 Sport Recife           |
| 9 de maio de 2013  | AA Universo/Goiânia 99-75 Sport Recife  |
| 9 de maio de 2013  | Rio Claro 77-65 Caxias do Sul           |
| 10 de maio de 2013 | Caxias do Sul 82-91 Sport Recife        |
| 10 de maio de 2013 | Rio Claro 78-88 AA Universo/Goiânia     |

### Fase Final
| 11 de maio de 2013 | AA Universo/Goiânia (10) 96-96 (12) Fluminense |
| 11 de maio de 2013 | Macaé 106-89 Rio Claro                         |

| 12 de maio de 2013 | AA Universo/Goiânia 100-92 Rio Claro |

| 12 de maio de 2013 | Macaé 93-106 Fluminense |

- As duas equipes finalistas disputarão um Triangular contra o Tijuca Tênis Clube, cujos dois primeiros colocados têm direito a pleitear uma vaga na NBB (Novo Basquete Brasil - Primeira divisão) desde que atendam as exigências do torneio*

## Premiação
| Supercopa Brasil de 2013                                 |
| -------------------------------------------------------- |
| Fluminense Campeão (1º título Brasileiro da 2.ª Divisão) |

## Torneio de Acesso ao NBB
| 15 de maio de 2013 | Tijuca 83-80 Macaé      |
| 16 de maio de 2013 | Fluminense 81-82 Macaé  |
| 17 de maio de 2013 | Tijuca 81-76 Fluminense |

Tijuca e Macaé estão garantidos no NBB 2013-14.